# アニメーション21
アニメーション21（アニメーションにじゅういち）は、かつて存在したアニメ制作会社。

## 概要
元テレビ朝日プロデューサーで映像企画会社・STAFF21の代表取締役社長を務めていた菅野てつ勇（菅野哲夫）が、同社の子会社として1991年に設立した。
菅野は「企画に徹していただけでは仕事が取れない」として、自身がプロデュースした『ダッシュ!四駆郎』で総監督を務めた笹川ひろしにアニメスタジオ設立の相談を持ち掛けた。紆余曲折を経て、笹川の伝手でベテラン演出家の原征太郎をはじめ、竜の子プロダクションOBの栃平吉和が率いていたスタジオユニコーンと杉井興治（杉井ギサブローの実弟）が所長を務めていたタツノコアニメ技術研究所のメンバーが加わり、東京都中野区の中野駅近くのビルに本社兼スタジオを構えて事業を開始した。
設立後、OVAやテレビアニメを元請として次々に受注し、経営は順調な滑り出しを見せた。しかし、『お〜い!竜馬』では制作が難航して大幅な赤字を出す。続く『ポコニャン!』は苦境の中で全話数を制作して納品したものの、給料の遅配やスタジオ移転縮小を余儀なくされるほど経営は悪化の一途を辿った。バブル崩壊の影響もあって立て直しもままならず、『ポコニャン!』の制作を最後にスタジオは解散となり、設立から僅か3 - 4年程でSTAFF21と共に事実上の倒産に追い込まれた。
栃平によれば『しましまとらのしまじろう』はアニメーション21で企画を進めていたが、経営難の為に練馬スタジオを改組・設立したスタジオ旗艦に企画が移譲されたという。同作は1993年に放送開始され、ロングランとなった。

## 作品履歴
全作笹川ひろしが総監督を務めた。

### テレビアニメ
| 開始年 | 放送期間         | タイトル               | 監督     | 備考                                                                       |
| ------ | ---------------- | ---------------------- | -------- | -------------------------------------------------------------------------- |
| 1991年 | 10月 - 1992年9月 | 炎の闘球児 ドッジ弾平  | 原征太郎 |                                                                            |
| 1992年 | 4月 - 1993年3月  | サラダ十勇士トマトマン | 松浦錠平 | 制作協力：ライフワーク                                                     |
| 1992年 | 4月 - 1993年3月  | お〜い!竜馬            | 香川豊   | 共同製作：日本ヘラルド映画                                                 |
| 1993年 | 4月 - 1996年3月  | ポコニャン!            | 原征太郎 | 共同製作：小学館、日本ヘラルド映画 全170話分納品後、放送終了前に活動停止。 |

### OVA
| 発表年 | タイトル                                                 | 監督     | 備考 |
| ------ | -------------------------------------------------------- | -------- | ---- |
| 1991年 | 藤子・F・不二雄 SF短編シアター 第6巻「カンビュセスの籤」 | 香川豊   |      |
| 1992年 | ケンネル所沢                                             | 原征太郎 |      |

## 関連人物

### 演出・アニメーター
- 笹川ひろし
- 原征太郎
- 香川豊
- 橋本勝己（橋本勝巳、はしもとかつみ）
- 橋本とよ子
- 郷敏治
- 玉井公子
- 佐藤元朗
- 高木真司
- 岩崎良明

### 制作・営業
- 杉井興治 - 解散後、業界の一線を退き、アニメ制作用品会社を設立。
- 草野啓二 - 実写映画出身。栃平とともに独立し、スタジオ旗艦（現：スタジオ サインポスト）を設立した。
- 栃平吉和 - 竜の子プロダクション、サンライズ出身で元スタジオユニコーン主宰。解散後、スタジオ旗艦の設立に参加。同社がぴえろ傘下になった頃にタツノコプロに再入社した。
- 徳山光俊 - ゾイドの生みの親と称される人物。タカラ勤務を経て小学館の紹介で入社。解散後、笹川の紹介でタツノコプロ企画室に移籍。2022年現在はタカラトミーの『ゾイドワイルド』に携わっている。
- 瀬戸幹雄（美季夫） - 真夏竜の芸名で俳優として活動。芸能活動休業中にプロデューサーとして勤務していた。
- 早坂仁